# Korkeasaari och Lintusaaret
Korkeasaari och Lintusaaret är en ö i Finland. Den ligger i sjön Päijänne och i kommunen Jämsä i landskapet Mellersta Finland, i den södra delen av landet, 180 km norr om huvudstaden Helsingfors. Öns area är 4,3 hektar och dess största längd är 370 meter i sydväst-nordöstlig riktning.